# Ferruccio Manza
Ferruccio Manza (Cortine di Nave, 26 aprile 1943) è un ex ciclista su strada italiano, medaglia d'argento nella 100 km a squadre ai Giochi di Tokyo 1964 e professionista dal 1966 al 1967.

## Carriera
Tra i dilettanti nel 1964 fu campione del mondo nella 100 km a squadre a Sallanches e medaglia d'argento di specialità ai Giochi olimpici di Tokyo, sempre in quartetto con Severino Andreoli, Luciano Dalla Bona e Pietro Guerra. L'anno dopo vinse la Milano-Rapallo e il Gran Premio della Liberazione, importanti gare di categoria.
Dopo gli allori tra i dilettanti, Manza passò al professionismo nel 1966, vestendo prima la divisa della Legnano e poi, nel 1967, quella della Germanvox-Wega, ma in due stagioni non ottenne alcun piazzamento di rilievo.

## Palmarès
- 1964 (dilettanti)

Campionati del mondo, Cronometro a squadre (Sallanches)
- 1965 (dilettanti)

Milano-Rapallo
Gran Premio della Liberazione

## Piazzamenti

### Grandi Giri
- Giro d'Italia

1966: ritirato
1967: ritirato

### Competizioni mondiali
- Giochi olimpici

Tokyo 1964 - In linea: ritirato
Tokyo 1964 - 100 km a squadre: 2º
- Campionati del mondo

Sallanches 1964 - Cronometro a squadre: vincitore